# Золотухин, Михаил Иванович
Михаил Иванович Золотухин (1904, Сарапул, Сарапульский уезд, Вятская губерния, Российская империя — 17 октября 1954, Уральск, Казахская ССР, СССР) — советский хозяйственный, государственный и партийный деятель.

## Биография
Родился в 1904 году в Сарапуле. Член ВКП(б) с 1929.
С 1922 года — на хозяйственной, общественной и политической работе. В 1922—1954 гг. — в РККА, помощник директора Новороссийского цементного завода «Пролетарий», помощник начальника Политического отдела машинно-тракторной станции, директор машинно-тракторной станции, 1-й секретарь Кизлярского окружного комитета ВКП(б), 1-й заместитель председателя Исполнительного комитета Орджоникидзевского краевого Совета, 2-й секретарь Орджоникидзевского/Ставропольского краевого комитета ВКП(б), комиссар объединённых партизанских отрядов Орджоникидзевского края, 1-й секретарь Кустанайского областного комитета КП(б) Казахстана, 1-й секретарь Павлодарского областного комитета КП Казахстана, председатель Западно-Казахстанского областного Совета профсоюзов.
Избирался депутатом Верховного Совета СССР 2-го созыва.
Умер в 1954 году в Уральске.
Награждён орденом «Знак Почёта» (16.03.1940) — «за выдающиеся успехи в сельском хозяйстве и в особенности за перевыполнение плана по урожайности зерновых и технических культур, а также за достижение высоких показателей по животноводству».